# 음악으로 여는 세상 아침
김동혁의 음악으로 여는 세상 아침은 TBN 대전교통방송(대전·세종·충청 FM 102.9MHz, 서산 FM 103.9MHz)에서 주말 아침 9시부터 오전 10시 55분까지 방송되는 대전과 세종 충청권 지역의 라디오 음악 프로그램이다.

## 코너소개

### 일일 코너
- Oldies But Goodies, 팝스 다이어리 : 7080 히트 팝 소개
- 이 아침에 배경음악 : 음세상 애청자들의 살아가는 이야기와 신청곡 코너

## 요일별 코너

### 토요일
- Morning to music : 아침에 어울리는 노래 소개
- 나만 안 가 본 우리 동네 : 우리 동네지만 새롭게 달라진 곳, 다른 지역 사람들에게 소개할 만한 우리 지역 명소들을 문화관광해설사가 알려 드리는 코너(고혜봉 문화관광해설사)

### 일요일
- Billboard NO. 1 Hitsong parade : 70~90년대까지 빌보드 넘버 원 소개
- 한국인이 좋아하는 팝송